# Аксу-Аюли
Аксу́-Аюли́ (каз. Ақсу-Аюлы) — село, центр Шетського району Карагандинської області Казахстану. Адміністративний центр Аксу-Аюлинського сільського округу.
Населення — 5051 особа (2021; 4586 у 2009, 4522 у 1999, 4602 у 1989).
Національний склад станом на 1989 рік:
- казахи — 100 %.